# Nucleocorbula adherens
Nucleocorbula, Nucleocorbulidae 
Famille
Genre
Espèce
Nucleocorbula adherens, unique représentant du genre Nucleocorbula et de la famille des Nucleocorbulidae, est une espèce de Ciliés de l’ordre des Scuticociliatida (classe des Oligohymenophorea).

## Étymologie
Le nom Nucleocorbula, composé du préfixe nucleo-, « noyau », et du suffixe -corbula, « petite corbeille », littéralement « noyau (dans une) petite corbeille » en référence « au macronoyau en forme de panier qui est caractéristique des spécimens adultes ».
L'épithète spécifique adherens fait référence à sa ventouse de fixation qui lui permet d'adhérer à un support.

## Description
Nucleocorbula adherens a une grande taille (>200 µm), pouvant aller jusqu'à 500 µm. Sa forme est cylindroïde, avec une extension cellulaire postérieure de taille variable. Il peut vivre en natation libre, est très thigmotactique et possède une ventouse de fixation antérieure avec de nombreuses cinéties fonctionnant presque à angle droit par rapport à l'axe longitudinal du corps, et d'autres cinéties somatiques. Sa ciliature orale semble se situer sur le pôle postérieur de la cellule, entourée de longs cils oraux. Son macronoyau est énorme et ramifié. Micronoyau, vacuole contractile et cytoprocte n'ont pas été observés. Il est carnivore sur d'autres ciliés.

## Habitat
Nucleocorbula adherens vit dans des habitats marins, dans la cavité du manteau des tarets, mollusques eulamellibranches des genres Nausitora et Teredo.

## Systématique
Le nom valide de ce taxon est Nucleocorbula adherensSanthakumari (d) & Balakrishnan Nair (d), 1970.
Santhakumari & Nair, 1970 classent ce cilié dans l’ordre des Thigmotrichida Chatton & Lwoff, 1922.

## Publication originale
- (en) V. Santhakumari et B. Nair, « Nucleocorbula adherens gen. & sp. nov. (Ciliata, Thigmotrichida) from shipworms », Ophelia, vol. 7, no 2,‎ 1970, p. 139-144 (lire en ligne, consulté le 27 juin 2024).